# Bzikebi
Bzikebi är en georgisk musikgrupp som vann Junior Eurovision Song Contest 2008 för Georgien. Gruppen består av en pojke som heter Giorgi Sjiolasjvili och två flickor som heter Mariam Kikuasjvili och Mariam Tatulasjvili. Under uppträdandet var de klädda i dräkter med svarta och gula ränder som liknade bin och sjöng på ett påhittat språk.
Bzikebi betyder geting på georgiska. 